# Mount Logan
Mount Logan je nejvyšší hora Kanady a po vrcholu Denali (6190 m) zároveň druhá nejvyšší hora Severní Ameriky. Hora byla pojmenována po Siru Williamu Edmondu Loganovi, kanadskému geologovi a zakladateli kanadské geologické služby (GSC). Vrchol se nachází na území národního parku a rezervace Kluane (Světové přírodní dědictví UNESCO) v jihozápadním Yukonu. Na úpatí hory „pramení“ ledovce Hubbard a Logan. Díky stále aktivnímu geologickému podloží hora stále ještě „roste“. Před rokem 1992 byla přesná výška hory udávaná 6050 m. V květnu 1992 vylezla expedice GSC na vrchol Mount Logan a s použitím GPS opravila její skutečnou výšku na současných 5959 m.

## Historie
Mezinárodní tým (kanadský, britský a americký) plánoval pokus o prvovýstup v roce 1924, ale velké časové zdržení přípravy donutilo organizátory odložit výstup až na rok 1925. Od pobřeží Tichého oceánu museli ujít horolezci k masivu 200 kilometrů do vzdálenosti 10 km od ledovce Logan Glacier, kde postavili základní tábor. Navečer, 23. června 1925, Albert H. MacCarthy, H.F. Lambart, A. Carpe, W.W. Foster, N. Read a A. Taylor stanuli jako první na vrcholu nejvyšší hory v Kanadě.

## Vrcholy
Masív Mount Logan má několik vrcholů:
| Nejvyšší vrcholy masívu Mount Logan | Výška  |
| ----------------------------------- | ------ |
| Summit Peak (hlavní)                | 5959 m |
| Philippe Peak (západní)             | 5925 m |
| Logan East Peak (Stuart Peak)       | 5898 m |
| Houston's Peak                      | 5740 m |
| Prospector Peak                     | 5644 m |
| AINA Peak                           | 5630 m |
| Russell Peak                        | 5580 m |
| Tudor Peak (Logan North Peak)       | 5559 m |
| Saxon Peak (severovýchodní)         | 5500 m |
| Queen Peak                          | 5380 m |
| Logan Northwest Peak (Capet Peak)   | 5250 m |
| Catenary Peak                       | 4100 m |
| Teddy Peak                          | 3963 m |
Výstupové trasy jsou např.:
- Klasická cesta prvovýstupců (alpinistická trasa)
- Východní hřeben (stupeň IV.UIAA, 5.7)

## Podnebí
Mount Logan převyšuje své okolí o takřka 3000 metrů a působí tak velmi mohutným dojmem. Ačkoli výstup na vrchol není technicky obtížný, je díky své izolovanosti, velké výšce, extrémně nízkým teplotám, jež se zde vyskytují, a silnému větru (až 150 km/h) a bouřím jedním z nejobtížnějších vysokých vrcholů kontinentu. Žádné roční období se nedá nazvat ideální pro výstup. Vzhledem k blízkosti Aljašského zálivu mohou přivanout bouře prakticky kdykoliv. Nejčastěji využívané období pro výstup je od konce dubna po začátek července.
V masivu Mount Logan byla údajně zaznamenána dne 26. května 1991 extrémní zimní teplota -77,5 °C.